# Eva-Maria Mandelkow
Eva-Maria Mandelkow ist eine deutsche Medizinerin und Alzheimer-Forscherin.

## Werdegang
Eva Mandelkow studierte Medizin in Heidelberg und Hamburg. Nach dreijähriger Arbeit an den Universitätskliniken der beiden Städte sowie in New Orleans begann sie eine Doktorarbeit am Max-Planck-Institut für medizinische Forschung in Heidelberg zum Thema Enzymkinetik des Motorproteins Myosin, die sie 1973 mit der Promotion in Biochemie abschloss.
Von 1974 bis 1975 war sie Postdoktorandin an der Brandeis University in Waltham (Massachusetts) und forschte dort zu Proteinen des Zytoskeletts. Auf diesem Gebiet arbeitete sie auch nach ihrer Rückkehr an das Max-Planck-Institut für medizinische Forschung sowie bei Forschungsaufenthalten am Scripps Research Institute in La Jolla und am Laboratory of Molecular Biology in Cambridge in England.
Im Jahr 1986 wechselte sie gemeinsam mit ihrem Ehemann, dem Physiker Eckhard Mandelkow, nach Hamburg an die Max-Planck-Arbeitsgruppen für strukturelle Molekularbiologie am Deutschen Elektronen-Synchrotron DESY.
Eva-Maria Mandelkow leitet am Deutschen Zentrum für Neurodegenerative Erkrankungen und dem Forschungszentrum caesar eine Arbeitsgruppe, die sich mit Zell- und Tiermodellen der Neurodegeneration befasst. An demselben Institut ist auch ihr Ehemann Gruppenleiter.

## Leistungen
Eva-Maria Mandelkow hat bedeutende Leistungen bei der Erforschung neurodegenerativer Erkrankungen, insbesondere der Alzheimer-Krankheit, erbracht. In Zusammenarbeit mit ihrem Ehemann hat sie seit den 1990er Jahren die Rolle des Tau-Proteins bei der Entwicklung von Alzheimer untersucht.

## Ehrungen und Auszeichnungen
Die Hans-und-Ilse-Breuer-Stiftung erkannte Eva-Maria Mandelkow 2007 ihren Forschungspreis zu.
Im Jahr 2010 wurde Eva-Maria und Eckhard Mandelkow das MetLife Foundation Award for Medical Research in Alzheimer’s Disease verliehen; der Preis ist pro Person mit 125.000 US-Dollar dotiert. Zuerkannt wurde er dem Forscherehepaar für Untersuchungen Alzheimer-typischer pathologischer Faltung des Tau-Proteins, der Bildung von neurofibrillären Aggregaten aus derart gefalteten Proteinen sowie der Entwicklung von Inhibitoren für diese anomale Aggregation mit dem Ziel der Entwicklung von Behandlungsmethoden.
Die American Academy of Neurology verlieh Eva-Maria und Eckhard Mandelkow im Jahr 2011 gemeinsam mit dem Mediziner Dennis Dickson von der Mayo Clinic in Jacksonville (Florida) den mit 100.000 US-Dollar dotierten Potamkin-Preis für Alzheimerforschung. Die Mandelkows erhielten den Preis für aus Versuchen mit Mäusen gewonnene Ergebnisse zur Toxizität von Tau-Protein in verschiedenen Demenzkrankheiten.
Im Jahr 2013 erhielt das Ehepaar Mandelkow für sein Lebenswerk das Khalid Iqbal Lifetime Achievement Award der US-amerikanischen Alzheimer-Gesellschaft Alzheimer’s Association.